# Carlos Alonso (cineasta)
Carlos Alonso (Montevideo, 26 de mayo de 1886-Ib., 28 de noviembre de 1953) fue un director de cine y guionista uruguayo, conocido por dirigir y libretar la película El pequeño héroe del Arroyo del Oro, obra icónica del cine uruguayo.
En el ámbito político, fue edil de la Junta Departamental de Treinta y Tres en el período 1947-1951.